# Stokomani

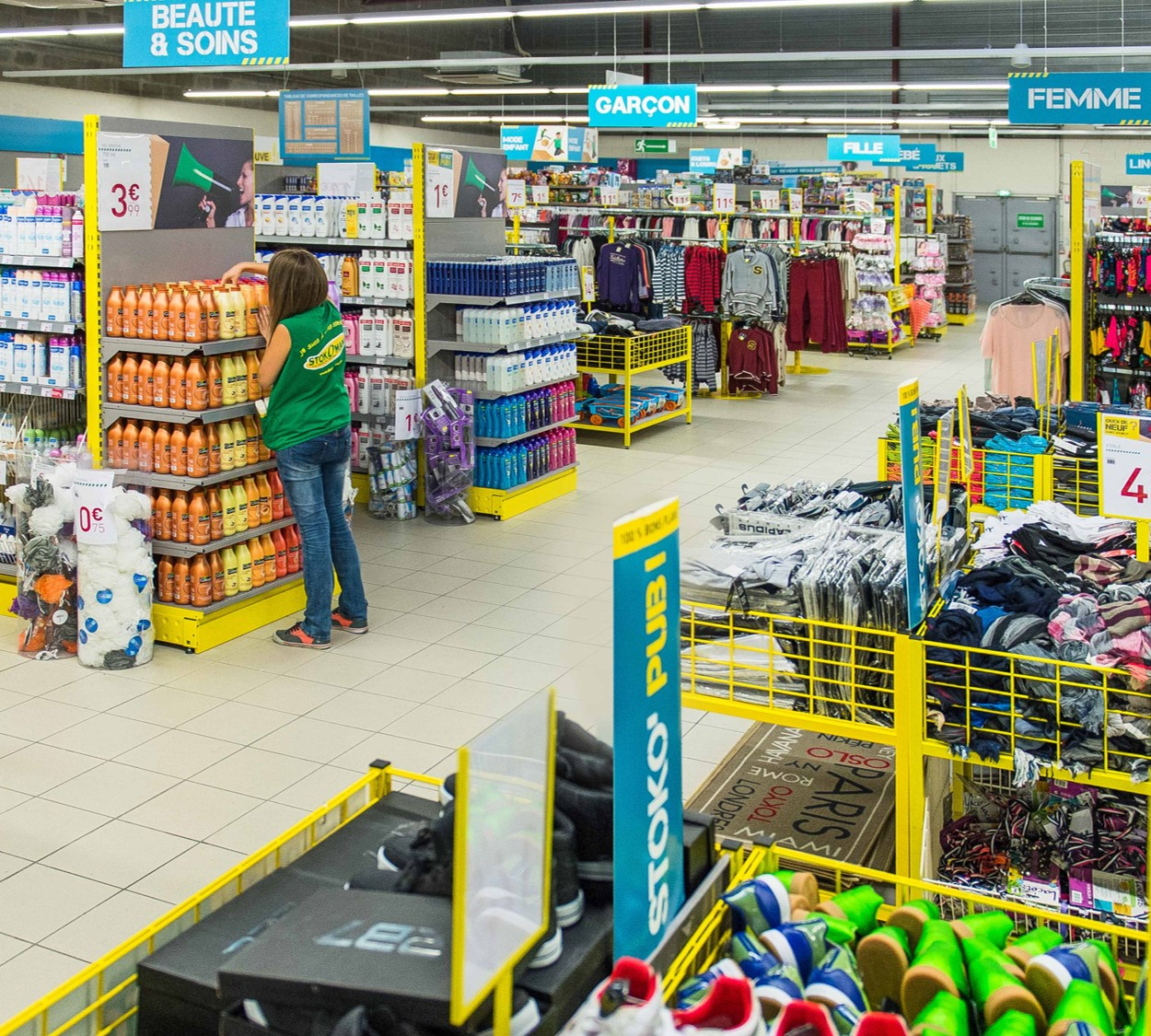
Innenansicht einer Filiale

Stokomani ist ein französisches Detailhandelsunternehmen. Die Kette verfügt über mehr als 130 Filialen und bietet als Off-Price-Händler vor allem Non-Food-Artikel und Textilien zu tiefen Preisen an.

## Geschichte
1961 gründete Maurice Namani das Handelsunternehmen Les Soldes na.ma.ni in Paris. Nach zehn Jahren eröffnete er in Creil, bis heute der Hauptsitz, sein erstes Geschäft. 1980 folgte eine zweite Niederlassung in La Seyne-sur-Mer. In den folgenden Jahren wurde das Angebot weiter ausgebaut und das Unternehmen 1995 in Stokomani umbenannt.
Im November 2023 eröffnete das Unternehmen in Conthey seine erste Filiale in der Schweiz.